# Hiantes
En la mitologia grega, els hiantes o hiants (en grec antic: Ὕαντες) foren els primers pobladors de Beòcia, que en van ser expel·lits pels cadmeus. Segons Estrabó i Pausànies, els hiantes van fundar llavors la ciutat de Hiàmpolis, a la Fòcida.